# Medovik
A medovik (oroszul: медовик) orosz eredetű mézes sütemény, mely az egykori szovjet államokban igen népszerű. Fő alapanyagail a méz és a sűrített tej. Hosszú ideig készül, több réteg piskótalap közé kerül a mézes krém, gyakran dióval ízesítve és őrölt dióval megszórva. A vékony piskótalapok megkeményednek a sütőből kivéve, de a krémtöltelék megpuhítja a lapokat.
A hagyományok szerint ezt a süteményt egy fiatal szakács alkotta meg a 18. században, aki Erzsébet orosz cárnőt akarta lenyűgözni. A 20. század előttről azonban kevés feljegyzés van a süteményről, a szovjet időszakban vált népszerűvé.
A sütemény örmény változatát egy cseh cég tette népszerűvé Kelet-Európában, Marlenka néven.

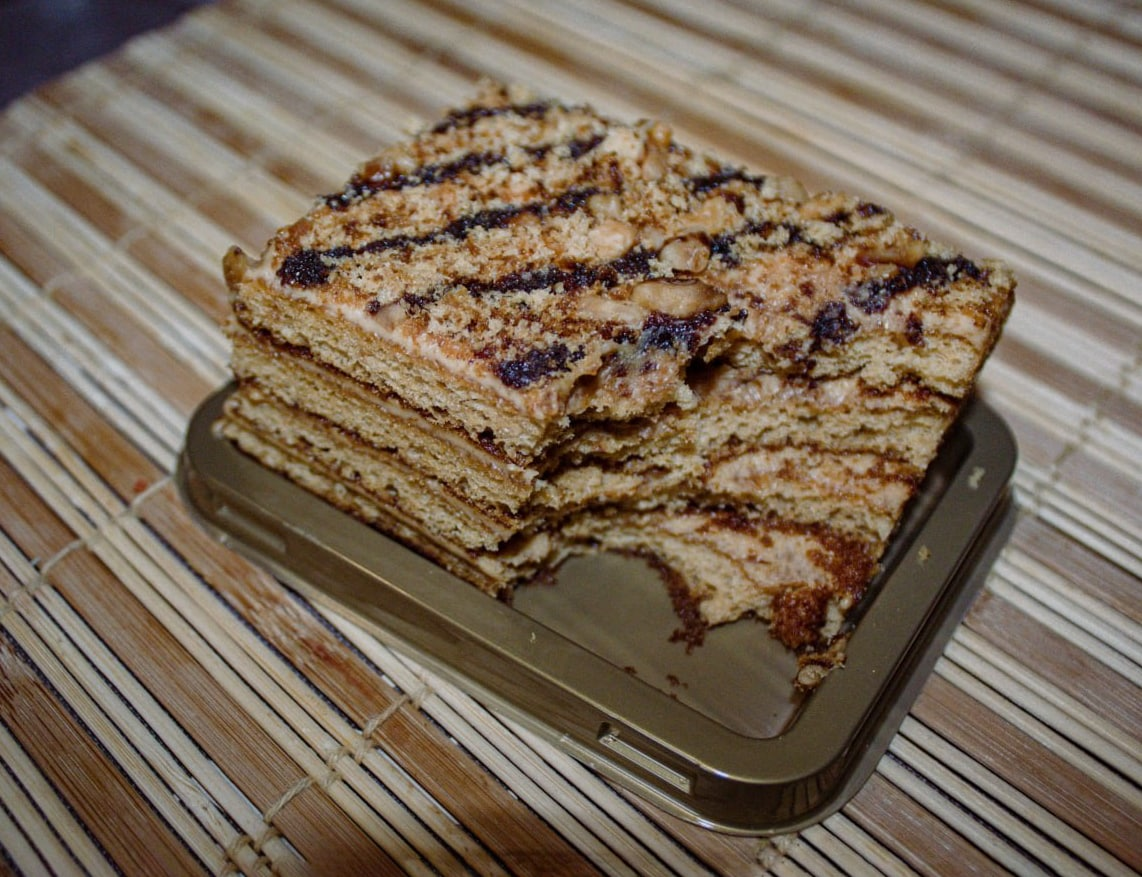
Cseh Marlenka

## Fordítás
Ez a szócikk részben vagy egészben  a   medovik című angol Wikipédia-szócikk fordításán alapul.  Az eredeti cikk szerkesztőit annak laptörténete sorolja fel. Ez a jelzés csupán a megfogalmazás eredetét és a szerzői jogokat jelzi, nem szolgál a cikkben szereplő információk forrásmegjelöléseként.